# Чемпионат России по современному пятиборью 2012
Чемпионат России по современному пятиборью 2012 года среди мужчин и среди женщин проходил с 30 мая по 4 июня 2012 года в Москве на спортивной базе «Северный».

## Результаты
Личное первенство (мужчины):
1. Андрей Панькин (Московская область / Башкортостан) — 5744.
2. Александр Савкин (Москва) — 5708.
3. Павел Секретев (Ростовская область) — 5692.
4. Максим Алдошкин (Москва) — 5692.
5. Максим Шерстюк (Москва / Калининградская область) — 5660.
6. Роман Дьячков (Нижегородская область) — 5624.

Командное первенство:
1. Москва (Савкин, Алдошкин, Шерстюк) — 17052.
2. Санкт-Петербург (Дмитрий Суслов, Руслан Дьячков, Александр Кукарин) — 16572.
3. Самарская область (Алексей Лебединец, Николай Яськов, Артём Кабанов) — 16372.
4. Башкортостан — 15724.
5. Московская область — 15204.
6. Нижегородская область — 15044.

Эстафета:
1. Москва-2 (Артём Недов, Зарамук Шабатоков, Максим Кузнецов) — 6076.
2. Московская область (Андрей Панькин, Игорь Малюченко, Сергей Терентьев) — 5980.
3. Самарская область (Алексей Лебединец, Николай Яськов, Артём Кабанов) — 5894.
4. Санкт-Петербург — 5782.
5. Нижегородская область — 5756.
6. Башкортостан — 5740.